# Schlacht von Gaugamela
Granikos – Milet – Halikarnassos – Issos – Tyros – Gaugamela – Persische Tore – Jaxartes – Sogdischer Felsen – Fels von Chorienes – Gabai – Hydaspes
Die Schlacht von Gaugamela, auch Schlacht bei Arbela (heute Tel Gomel im nördlichen Irak), war eine der bedeutendsten Schlachten der Weltgeschichte und bildete den Höhepunkt des Alexanderzugs, der das Ziel verfolgte, das Achämenidenreich zu erobern. Sie fand am 1. Oktober 331 v. Chr. statt.

## Vorgeschichte
Dareios III. hatte Alexander dem Großen während der Belagerung von Tyros zur Beendigung des Krieges die Abtretung aller Gebiete westlich des Euphrats, 10.000 Talente Lösegeld für seine bei Issos zurückgelassene Familie mit seiner Mutter Sisygambis und die Hand seiner ebenfalls gefangenen Tochter Stateira angeboten. Alexander wies dieses Ansinnen entgegen dem Rat seines Feldherren Parmenion zurück. Der Großkönig mobilisierte daraufhin die Truppen seiner Völkerschaften bis nach Indien. Da dies zeitaufwendig war, sicherte Alexander vorerst die östliche Mittelmeerküste mit der Eroberung von Gaza und der Besetzung von Ägypten weiter ab. Im späten Frühjahr 331 kehrte er wieder nach Tyros zurück. Er ließ die Stadt neu aufbauen, ergänzte das Heer durch Zuzug von 15.000 Mann aus Makedonien, brach im Juli 331 in Richtung Euphrat auf und überquerte den Fluss. Nach einem Ausweichmanöver vor einer sperrenden Truppe des Satrapen Mazaios überquerte das Heer weiter nördlich im September 331 v. Chr. auch den Tigris und zog der neuen Armee des Dareios entgegen.

## Die Gegner

### Das Heer Alexanders
Alexander verfügte über 40.000 Mann Infanterie und 7.000 Reiter. Die Truppe war zwar zahlenmäßig unterlegen, bestand aber überwiegend aus kampferfahrenen Soldaten. Insbesondere die kurzen Befehlswege waren im Gefechtsverlauf entscheidend. Den Kern stellten die makedonischen Truppen, hinzu kamen griechische, thessalische und thrakische Verbände.
Zu den Waffengattungen der Makedonen gehörten die Hetairenreiterei, ausgerüstet mit Helm und Panzer sowie Lanzen, die vor allem zum Stoß, seltener zum Wurf vorgesehen waren, die Hypaspisten, die vermutlich ähnlich wie die griechischen Hopliten ausgerüstet, jedoch relativ beweglich waren, sowie die Pezhetairen (Kampfgefährten zu Fuß), ausgerüstet mit extrem langen Spießen (Sarissa) von etwa 5,5 Meter Länge. Hinzu kamen leichtbewaffnete Truppen, bestehend aus Peltasten, Schleuderern und Bogenschützen.
Alexanders Vater Philipp hatte aus den losen makedonischen Stammesaufgeboten ein schlagkräftiges Heer aufgebaut, die Soldaten mit Land versorgt und in Städten angesiedelt. Damit sicherte er die ständige Kampfbereitschaft und die Truppenteile waren durch ständige Feldzüge eingeübt. Zudem waren in Alexanders Heer Verbündete und Söldner aus Griechenland sowie vom Balkan eingegliedert.

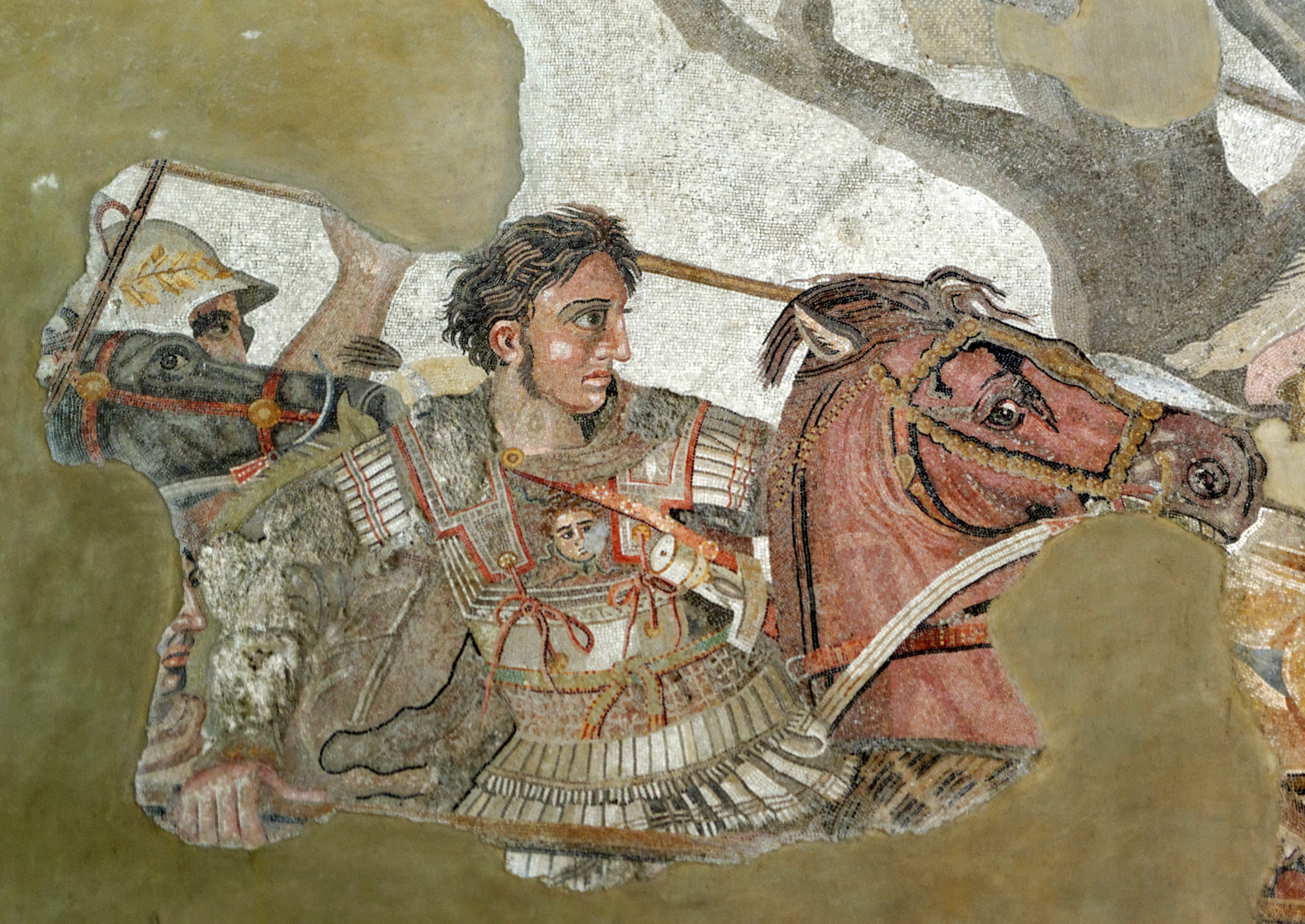
Alexander der Große (Alexanderschlacht-Mosaik, ursprünglich in der Casa del Fauno in Pompeji, heute in der Galleria Nazionale di Capodimonte in Neapel, ca. 150–100 v. Chr.)

Von seinem Vater übernahm er die Taktik, die Infanterie hauptsächlich in der Defensive einzusetzen, um im richtigen Moment die Entscheidung durch eine persönlich geführte Attacke der schweren Hetairenreiterei herbeizuführen. Dieses riskante Vorgehen erwies sich, wie bereits in den beiden vorangegangenen Schlachten gegen die Perser, auch bei Gaugamela als erfolgreich.

### Perser unter Dareios III.
Dareios hatte nach der Ablehnung seines Teilungsangebotes an Alexander im Frühjahr 332 v. Chr. alle militärischen Kräfte mobilisiert. Den Quellen nach wurde fast jeder waffenfähige Mann aus allen Regionen des Königreiches rekrutiert. Sein Heer, das ethnisch sehr gemischt war, bestand aus regulären Fußsoldaten und Reitern aus Mesopotamien, Babylonien und von den Küsten des Persischen Golfs. Sein Kern war das Kara (der Heerbann), das permanent unter Waffen stand. Die ergänzenden persischen Fußtruppen waren vornehmlich mit einem Stück Land ausgestattete Dienstmannen, die zwar kaum Kampferfahrung hatten, jedoch durch ihre Anzahl die Kerntruppen verstärkten.
In der Masse bestand das Heer aus dem Aufgebot der östlichen Reichsteile.
Überlegen erschien das Kavallerieaufgebot, das aus durchaus geübten Kämpfern bestand. Neben 12.000 schweren baktrischen Reitern stammten die berittenen Verbände aus zentral- und ostiranischen Regionen, aus Kappadokien, aus dem anatolischen Armenien sowie vom Südufer des Kaspischen Meeres. Hinzu kamen Reiternomaden – Sogdier, Skythen und andere.
Die Inder stellten 15 Kriegselefanten für die Schlacht. Außerdem bediente man sich eines alten Kriegsmittels, des Sichelwagens; durch ihn sollte die makedonische Phalanx aufgebrochen werden. Für 200 Sichelwagen wurde das Vorfeld planiert. Um Dareios befand sich die königliche Garde, dahinter waren Söldnereinheiten griechischer Hopliten aufgestellt. Diese sollen 30.000 Mann gezählt haben.
Nachteil des Aufgebots war neben den unzureichend ausgebildeten Einheiten, die wenig koordinierte Befehlsstruktur, die nur eine grobe Abfolge von Maßnahmen und Bewegungen erlaubte.
Forschung
Die Truppenstärke des persischen Heeres ist aufgrund oft phantastisch erscheinender und damit unglaubwürdiger Angaben der Quellen in der Forschung umstritten. In der älteren Forschung ging Hans Delbrück nach einer methodischen Untersuchung von der Stärke der persischen Reiterei bis zu 12.000 Mann aus und gab die Truppenstärke des Dareios mit 52.000 an. Gegen Delbrücks Theorie spricht unter anderem, dass Alexander bei einer solch geringen Überlegenheit von Dareios sein Heer kaum in einer schrägen Defensivstellung ausgerichtet, sondern selbst die Initiative übernommen hätte, und ferner, dass Dareios mit einem fast gleich großen Heer mit Sicherheit nicht das Risiko eingegangen wäre, Alexander auf beiden Seiten gleichzeitig einzukreisen, ein Manöver, das nur bei einer großen Überlegenheit Aussicht auf Erfolg hatte.
Die vier wichtigsten Quellen (Arrian, Diodor, Plutarch und Curtius Rufus) geben unterschiedliche Zahlen an, wobei Curtius Rufus noch relativ niedrige Angaben machte (200.000 Mann Infanterie und 45.000 Mann Reiterei). Diese Angaben wurden meist übernommen. Es bleibt festzuhalten, dass in der modernen Forschung von einer hohen numerischen Überlegenheit der Perser ausgegangen wird, doch absolut verlässliche Angaben nicht möglich sind; andererseits sind die hohen Angaben der Quellen schon aus logistischer Sicht nicht vorstellbar.

## Schlachtverlauf

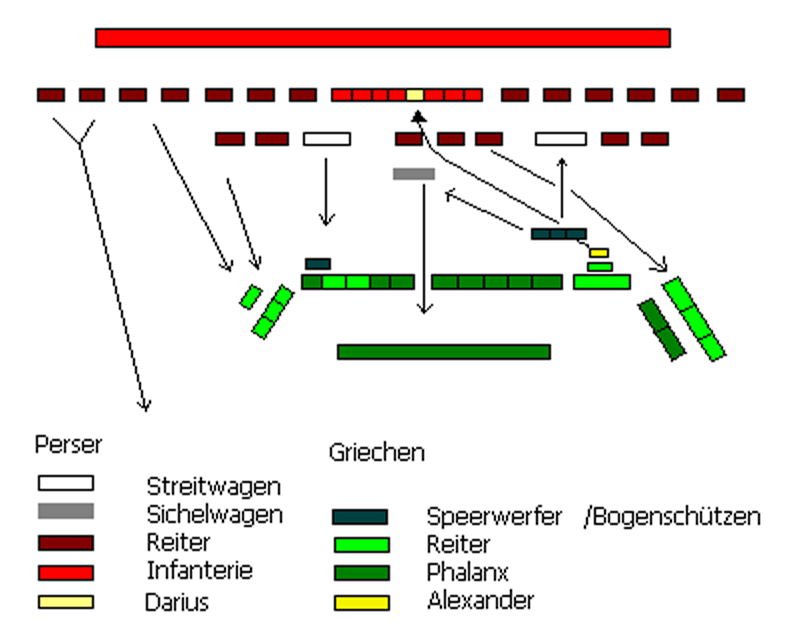
Schlachtverlauf

### Aufstellung der Heere
Dareios hatte das Schlachtfeld vorher erkunden und für seine Reiterei und die Streitwagen einebnen lassen. Erstmals wurden von den Truppen des Dareios Fußangeln (umgangssprachlich Wölfe) als Hindernisse auf dem Schlachtfeld verteilt. In vorderster Linie platzierte Dareios einen Großteil seiner Kavallerie sowie Sichelwagen und Kriegselefanten. Auf der rechten Flanke war dies armenische und kappadokische Kavallerie, im Zentrum gefolgt von zwei Gruppen von je 50 Sichelwagen, den 15 indischen Kriegselefanten sowie weiteren 100 Sichelwagen. Die linke Flanke der vordersten Linie wurde von der schweren baktrischen und skythischen Kavallerie gebildet. Die zweite Linie bestand neben weiterer Kavallerie vor allem aus Bogenschützen und Infanterie, in deren Zentrum Dareios selbst, flankiert von den griechischen Söldner-Hopliten, stand. Die dritte Linie diente als Reserve und setzte sich aus Infanterie-Truppen zusammen, die in tiefer Staffelung hinter dem Zentrum aufgestellt waren. Die Aufstellung der Truppen erfolgte gestaffelt auf einer Breite von drei bis vier Kilometern. Eine Umfassung durch die zahlenmäßig unterlegenen makedonischen Kräfte war nicht zu befürchten.
Alexanders Truppen waren aufgrund ihrer geringeren Zahl im Wesentlichen in nur einer Linie aufgestellt. Im Zentrum standen die zu einer Phalanx aufgestellten Hopliten, zwischen und vor denen Speerwerfer, Steinschleuderer und Bogenschützen in kleineren Gruppen zusammengefasst verteilt waren. Der linke Flügel setzte sich überwiegend aus Kavallerie und einigen wenigen Infanterieeinheiten unter dem Kommando von Parmenion zusammen. Der rechte Flügel stand unter dem Kommando von Alexander und umfasste die Hetairenkavallerie sowie die paeionische Reiterei unter Aretes und weitere berittene Söldner unter Menidas. Hinter dem Zentrum ließ Alexander eine weitere Phalanx und Infanterie als mobile Reserve aufstellen. Diese sollte im Fall einer Umfassung durch die zahlenmäßig deutlich überlegene persische Armee eingreifen.

### Beginn der Schlacht

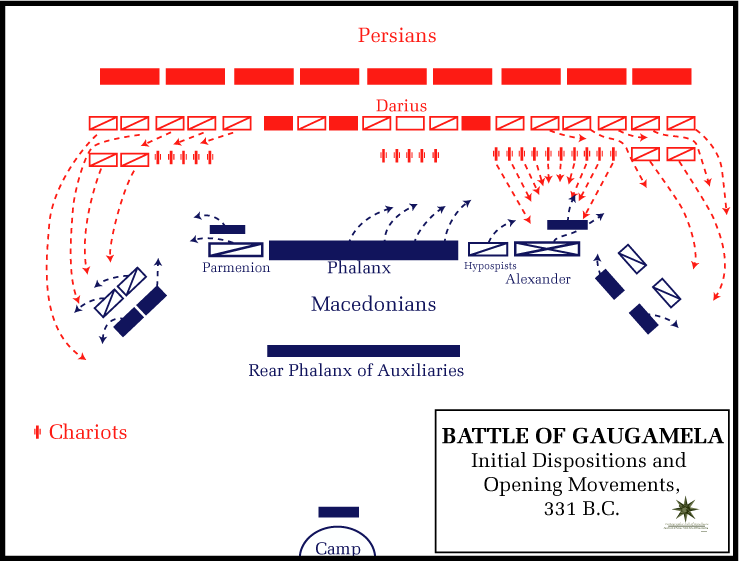
Initiale Schlachtenordnung.

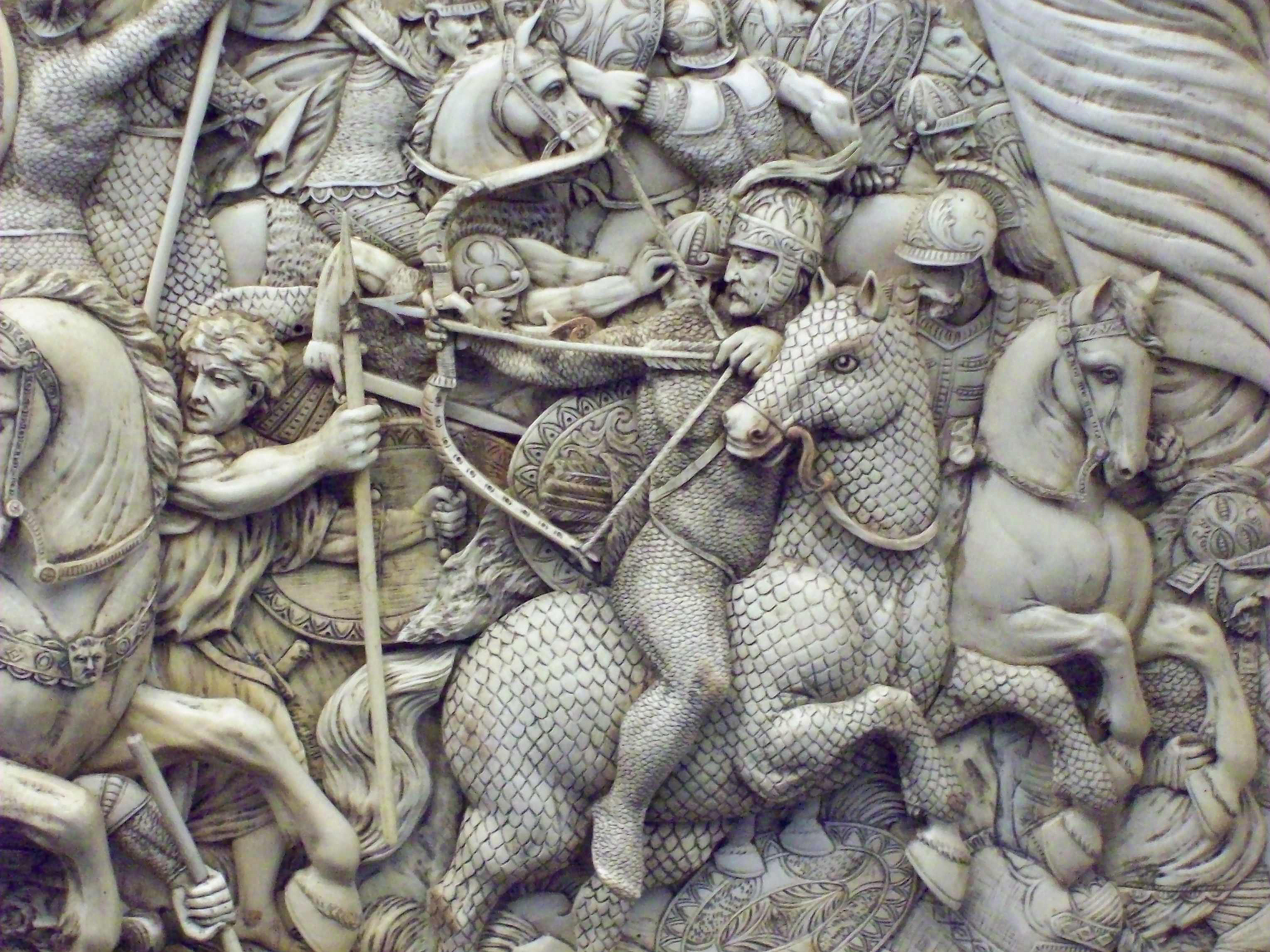
Die Schlacht von Gaugamela in einem Elfenbeinrelief aus dem 18. Jhdt.

Alexander eröffnete die Schlacht, indem er die Hetairenreiterei des rechten Flügels zu einer weiten Umfassungsbewegung gegen den persischen linken Flügel ausgreifen ließ. Wie er gehofft hatte, reagierte Dareios, indem er die skythische und baktrische Kavallerie seines linken Flügels zu einem Abfangmanöver in Marsch setzte. Alexanders Söldner-Kavallerie unter Menidas versuchte nun in einem schnellen Angriff die entstehende Lücke zwischen dem persischen linken Flügel und dem Zentrum zu durchstoßen. Nachdem dieser Angriff zunächst abgeschlagen wurde, übernahm Aretes mit der paeionischen Kavallerie den Vorstoß, zugleich schwenkte Alexander mit der Hetairenreiterei ein. In den folgenden schweren Gefechten wurde die persische Reiterei auf dem linken Flügel aufgerieben und in die Flucht geschlagen.
Während die Gefechte auf dem linken persischen bzw. rechten makedonischen Flügel voll im Gange waren, ließ Dareios die Sichelwagen das Zentrum von Alexanders Truppen angreifen. Die Phalangen hatten sich auf diesen Angriff vorbereitet und öffneten vor den angreifenden Wagen Korridore, so dass diese buchstäblich ins Leere stießen. Sofort wurden die Wagenbesatzungen von allen Seiten angegriffen und in kurzer Zeit niedergemacht. Die gefürchteten persischen Sichelwagen waren damit vollständig ausgeschaltet und hatten nur geringe Verluste bei Alexanders Truppen verursacht. Danach formierten sich die Phalangen erneut und marschierten zum Angriff auf das Zentrum der persischen Armee vor.
Auf dem makedonischen linken Flügel, der eine defensive Position halten sollte, war die Situation wesentlich schwieriger. Dareios hatte seinem rechten Flügel, der armenischen und kappadokischen Kavallerie unter dem Kommando von General Mazaios, einen direkten Angriff auf die linke Flanke der Makedonen befohlen. Auch wenn die Truppen unter Parmenion ihrem Auftrag gemäß die Position halten konnten, sahen sie sich zunehmend schwerer in Bedrängnis. Zugleich setzte Dareios seine Kriegselefanten in Marsch, um den Widerstand von Parmenions Truppen endgültig zu brechen.

### Die Entscheidung der Schlacht
An diesem Punkt der Gefechte geschahen zwei Ereignisse, die den weiteren Gang der Schlacht bestimmen sollten. Nach dem Zusammenbruch des persischen linken Flügels, der völligen Vernichtung der Sichelwagen und dem Vorstoß der Kriegselefanten auf den makedonischen linken Flügel lag das persische Zentrum mit Dareios völlig offen. Alexander setzte nun mit seiner Reiterei zu einem direkten Angriff auf die Position Dareios’ an. Zugleich rückten die Phalangen im Zentrum ebenfalls auf diese Position vor. Dareios III. schien in Panik geraten zu sein und wandte sich zur Flucht, was in der Folge zum Zusammenbruch des persischen Zentrums führte.

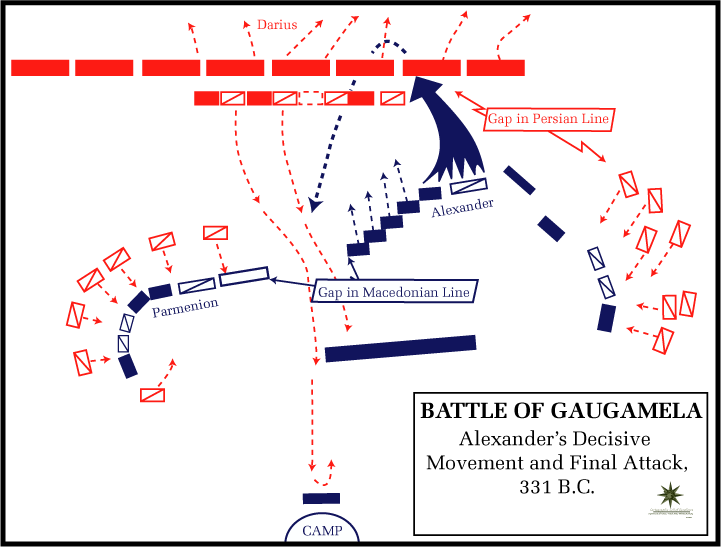
Die Entscheidung durch direkten Angriff.

Gleichzeitig war zwischen den vorrückenden Phalangen im Zentrum der Makedonen und dem immer noch in schwerste Abwehrkämpfe verwickelten linken Flügel eine Lücke aufgerissen, in die die persische und indische Kavallerie aus der zweiten Reihe des persischen rechten Flügels erfolgreich vorstieß. Diese trennten sich nach dem Durchbruch in zwei Abteilungen, deren eine
in gerader Linie auf das etwa 5 km rückwärtig liegende makedonische Basislager zustürmte, während die andere zu einer Umfassungsbewegung gegen Parmenions Truppen ansetzte. Parmenion, der sich dem vollständigen Zusammenbruch seines Flügels gegenübersah, entsandte einen Boten an Alexander mit Bitte um sofortige Hilfe. Die Nachricht erreichte Alexander im Moment des Zusammenbruchs des persischen Zentrums. Er verzichtete daraufhin auf eine unmittelbare Verfolgung des Feindes und wandte seine Hetairenkavallerie zu einem Entlastungsangriff für Parmenions Truppen.
Noch während der Bote zu Alexander ritt, reagierte seine Infanteriereserve auf den persischen Durchbruch. Ein Teil strömte in Richtung des eigenen Basislagers, um den Feind dort zu stellen und die eigene Etappe vor der Vernichtung zu bewahren, was auch gelang. Ein weiterer Teil eilte Parmenions Truppen zu Hilfe. Aus ungeklärten Gründen brach der Angriff von Mazaios’ Truppen nun in sich zusammen und sie wandten sich zum Rückzug. Es mag sein, dass die Nachricht von Dareios’ Flucht eingetroffen war oder dass die eingetroffene makedonische Infanterie die Lage wendete. Ein Teil der Truppen Mazaios’, darunter er selbst, prallte mit der von Alexander geführten Kavallerie zusammen. In den schweren Gefechten wurde Mazaios verwundet und der Großteil der ihn begleitenden Truppen aufgerieben.

### Das Ende der Schlacht
Nachdem sich das gesamte persische Heer nun auf der Flucht befand, ließ Alexander alle Truppen angreifen. Parmenion, der mit seiner Kavallerie bereits die Verfolgung der Reste von Mazaios’ Truppen aufgenommen hatte, konnte wenig später das persische Basislager einnehmen. Alexander setzte die Verfolgung der persischen Truppen bis zum Sonnenuntergang fort und ließ seine Truppen bis Mitternacht rasten, um dann die Verfolgung wieder aufzunehmen. Er hoffte, Dareios in der etwa 120 km entfernten Stadt Arbela aufgreifen zu können, aber der persische Großkönig hatte auf jegliche Rast verzichtet und war bereits geflohen.

## Folgen
Der Sieg bei Gaugamela gegen ein zahlenmäßig überlegenes Heer hatte für Alexander die Entscheidung im Kampf gegen Dareios gebracht; nach der Flucht des Großkönigs verlor dieser in den Augen vieler seiner Untergebenen seine Legitimität und wurde schließlich von Bessos ermordet. Dennoch war der Kampf für Alexander noch nicht entschieden, die Feldzüge im Iran und an der Grenze zu Indien wurden noch lang und hart geführt.

## Rezeption der Schlacht
In Oliver Stones Kinofilm Alexander wird die Schlacht von Gaugamela ausführlich dargestellt.